# G-funk
G-funk (również gangsta funk, ghetto-funk) – rodzaj muzyki hip-hopowej, który wywodzi się z West Coast gangsta rapu. W G-funku, w przeciwieństwie do innych rodzajów muzyki hip-hopowej, sample nie są najważniejsze w tworzeniu muzyki. G-Funk łączy ze sobą funkowe brzmienia, hip-hopową linię basu, rap oraz śpiew. Często wykorzystywany jest talkbox.
Od strony lirycznej, w G-funku raperzy poruszają głównie kwestie hedonistyczne, włączając w to przemoc, seks oraz narkotyki. Głównym zamiarem tej muzyki jest wprawianie w dobry nastrój, więc nie porusza się tutaj ważnych kwestii.

## Powstanie
Kwestia powstania G-funku jest skomplikowana, i trudno określić kto tak naprawdę jest „ojcem G-Funku”. Większość osób uważa Dr. Dre za twórcę G-Funku, pierwsze zaczątki tego nurtu pojawiły się na singlu N.W.A „Alwayz Into Somethin'” z albumu wydanego w 1991 pt. Efil4zaggin, w którym Dr. Dre wykorzystał sample zespołu Parliament-Funkadelic. Jednak pierwszy prawdziwy G-Funkowy singel Dra Dre pojawił się w 1992 i był to utwór Deep Cover, który również był soundtrackiem do filmu o tej samej nazwie. Na tym singlu można było po raz pierwszy usłyszeć Snoop Dogga. Kiedy w 1992 Dr. Dre wydał swój debiutancki album The Chronic nakładem wydawnictwa Death Row Records, słynne stało się określenie tzw. „głosu Kalifornii”. Album stał się niemal natychmiastowym sukcesem, i dzięki niemu G-Funk stał się najbardziej popularnym gatunkiem hip-hopu.
Jednak wielu uważa, że Dr. Dre ukradł koncepcje G-Funku zespołowi Above the Law. We wczesnych latach '90, N.W.A. i Above The Law należały do jednej wytwórni - Ruthless Records. Wtedy to Dre miał usłyszeć utwory z ich nowej płyty, która de-facto wyszła po The Chronic. Black Mafia Life – album Above the Law wydany w 1993 – przypomina w brzmieniu i wykonaniu album The Chronic. Kilka utworów wykorzystuje nawet te same sample (np. utwór Pimp Clinic i Let Me Ride). Above The Law cały czas twierdzą, że to oni są prekursorami G-Funku.

## Rozwój
Po wydaniu The Chronic, wielu producentów z Zachodniego Wybrzeża, a nawet kilku ze „Wschodu” zaczęło tworzyć G-Funk. Producenci Warren G i DJ Quik stworzyli swoje najbardziej znane materiały właśnie trzymając się nurtu Gangsta Funk. Dr. Dre będąc w Death Row wyprodukował debiutancki album Tha Dogg Pound – Dogg Food. Warren G w 1994 wydał album Regulate... G-funk Era, który odniósł ogromny sukces o czym świadczy potrójna platynowa płyta. Producent Easy Mo Bee – były członek wytwórni Bad Boy próbował nadać G-Funkowe brzmienie debiutanckiemu albumowi Notoriousa B.I.G. Single Nuthin' But a G Thang (z albumu The Chronic) oraz Gin and Juice (album Doggystyle) stały się najbardziej znanymi przykładami muzyki G-Funkowej. Nutę Gangsta Funku można było również usłyszeć w większości popularnych utworów Tupaca Shakura włączając w to Me Against the World – Heavy in the Game, a szczególnie w utworze Can't C Me (wyprodukowanym przez Dr. Dre).

## Zmierzch G-funk ery
Latach 1995 i 1996 przyniosły kilka ważnych wydarzeń dla G-Funku, odejście Dr. Dre z Death Row Records, śmierć Eazy-E, problemy wytwórni Brotha Lynch Hung, wiele procesów sądowych z licznymi G-Funkowymi raperami z „Zachodu” oraz morderstwo Tupaca – przyczyniło się do tego, że era G-Funku zmierzała do końca. Jednak nie można mówić o śmierci tej muzyki, gdyż nadal wiele muzyków i producentów jest aktywnych w tworzeniu muzyki Gangsta Funku. W 1999 Dr. Dre, wydał swój nowy album – 2001. Chociaż różnił się on znacznie stylem od The Chronic, jednak ma ona swoje korzenie w G-Funku. W 2005 roku dwóch dobrze znanych artystów DJ Quik i Warren G wydali swoje albumy (Trauma i In the Mid-Nite Hour). Oba albumy odniosły duży sukces. Dwa mniej znane zespoły (Foesum i Suga Free) wydały w 2006 roku swoje albumy, które również korzystały z G-Funkowych brzmień. Natomiast w 2007 roku, Dogg Pound wydał swój album Dogg Chit, w całości wyprodukowany przez Daza, który na tym albumie powrócił do klasycznego Gangsta Funku.

## Polska
Prekursorem polskiego G-Funku jest Ten Typ Mes oraz Beat Squad z PDG oraz skład Feel da Funk Or Die (F.F.O.D.) pochodzący z Wrocławia, w którym udzielał się Wall-E. W Polsce albumy G-Funkowe wydawali do czasu: 2cztery7, zespół Beat Squad, a także raperzy i zespół taki jak UNDADASEA, Kuba Knap czy Bleiz, który w styczniu 2009 wydał pierwszy solowy album. Bleiz jest także założycielem Grill-Funk Records, wrocławskiego projektu zrzeszającego sympatyków oraz wykonawców G-Funku.